# Corydoras virginiae
Corydoras virginiae es una especie de pez de la familia Callichthyidae en el orden de los Siluriformes.

## Morfología
• Los machos pueden llegar alcanzar los 5,1 cm de longitud total.

## Distribución geográfica
Se encuentran en Sudamérica: Perú.